# Tobias Reichmann
Tobias Reichmann (født 27. Maj 1988 i Berlin, Tyskland) er en tysk håndboldspiller, der spiller for MT Melsungen og Tysklands herrehåndboldandshold.
Han var med på det tyske landshold, der blev europamester ved EM 2016 i Polen.